# Wanaparthi
Wanaparthi ist eine Stadt im indischen Bundesstaat Telangana.
Die Stadt ist Hauptort des Distrikts Wanaparthi. Wanaparthi hat den Status einer Municipality. Die Stadt ist in 48 Wards gegliedert. Sie hatte am Stichtag der Volkszählung 2011 60.949 Einwohner, von denen 31.501 Männer und 29.448 Frauen waren. Die Alphabetisierungsrate lag 2011 bei 77,9 % und damit unter dem nationalen Durchschnitt für Städte. Hindus bilden mit einem Anteil von ca. 83 % die Mehrheit der Bevölkerung in der Stadt. Muslime bilden mit einem Anteil von ca. 15 % eine Minderheit.
Die Stadt wurde einst von dem Raja von Wanaparthi, einem Feudalherrscher, kontrolliert. Dieser war eine Vasalle des Nizam von Hyderabad.